# Eighteen
Singles de Superbus
Butterfly Lola
Eighteen est un single promotionnel du groupe Superbus. Le titre est enregistré pendant les sessions de l'album Wow mais ne sera pas retenu sur la version finale du disque. Il sort alors en tant que single digital le 1er mars 2007, puis est inclus en face B du single de Butterfly, qui sort le 12 mars 2007.